# Raymond de Canillac

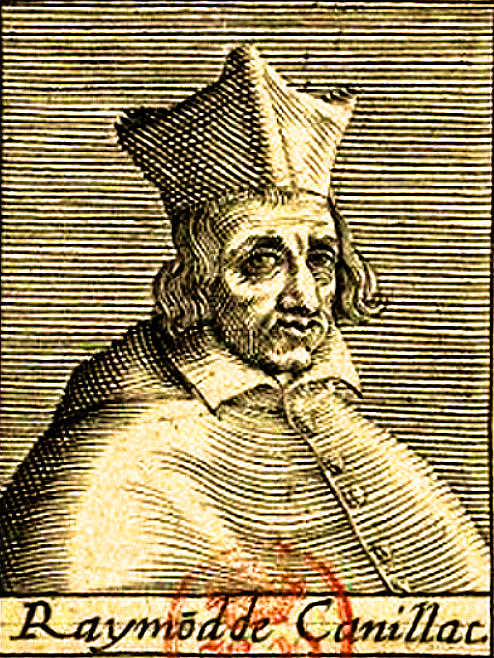
Kardinal Raymond de Canillac

Raymond de Canillac CanReg (* um 1300 in La Roche-Canillac; † 20. Juni 1373 in Avignon) war ein französischer Anwalt, Bischof und Kardinal.

## Herkunft und Jugend
Er war ein Sohn von Guillaume de Canillac und einer Schwester des Kardinals Bertrand de Déaulx. Zwei seiner Onkel, Pons und Guy, waren nacheinander Abt von Aniane, ebenso wie ein Neffe des Kardinals, der ebenfalls Pons hieß. 1345 heiratete seine Nichte Guerine, Tochter seines Bruders Marquis und dessen Ehefrau Alixène de Poitiers-Valentinois, Guillaume Rogier II., Vicomte (und später Comte) de Beaufort, den Bruder des Papstes Clemens VI. (1342–1345) Raymond trat bei den Augustiner-Chorherren (CRSA) ein, studierte Recht an der Universität Montpellier und erwarb den akademischen Grad eines Doctor in utroque iure (d. h. in Zivilrecht und Kanonischem Recht).

## Anfang der Laufbahn
1333 war er Propst des Domkapitels der Kathedrale von Maguelone. Er war Vorsitzender des Provinzialkapitels der Augustiner-Chorherren, das am 25. November 1339 in Narbonne stattfand, in dem die von Papst Benedikt XII. gebilligten Statuten der Augustiner verkündet wurden. 1340 erhielt er von Philipp VI. von Frankreich die Bestätigung der Privilegien, die vom Domkapitel von Maguelone beansprucht wurden. Im selben Jahr, am 16. August, nahm Raymond de Canillac in Montpellier an der Vereidigung der locumtenens (Stellvertreter) des Rektors des Universitatis Studium von Montpellier teil.
Im Jahre 1342 wurde er zusammen mit Kardinal Guillaume d’Aure und Erzbischof Jean de Baussan von Arles als Schiedsrichter ausgewählt, um zwischen der Kleiderkammer (vestiarium) der Kathedrale von Maguelone und den Klosterkanonikern in Bezug auf die Bereitstellung von Kleidungsstücken, was zu den Pflichten der Kleiderkammer gehörte, zu vermitteln.
Raymond de Canillac wurde Abt von Sainte-Foy de Conques.

## Bischof und Kardinal
Am 28. März 1345 wurde Raymond de Canillac von Papst Clemens VI. zum Erzbischof von Toulouse ernannt. Das Amt hatte er bis zur Erhebung in den Kardinalsstand inne.
Bei Clemens‘ VI. vierten Konsistorium zur Ernennung von Kardinälen am 17. Dezember 1350 wurden 12 Prälaten erhoben, darunter Raymond de Canillac. Der neue Kardinal erhielt die Titelkirche Santa Croce in Gerusalemme. Er wurde deswegen manchmal „Kardinal von Jerusalem“ genannt. In Anbetracht seines neuen Rangs trat er als Kanzler der Universität Toulouse zurück, ohne Zweifel gleichzeitig mit seinem Rücktritt als Erzbischof von Toulouse.
Um seinem Status als Kirchenfürst zu entsprechen, erhielt Kardinal de Canillac eine Reihe von Pfründen, darunter: das Benediktiner-Priorat im Bistum Gap; Kanonikat, Pfründe und Amt des Propstes am St.-Patrokli-Dom in Soest; eine Pfarrstelle im Erzbistum Toulouse; ein Kanonikat in Toulouse, Kanonikat, Pfründe und Schatzmeister von St. Severin in Köln; Kanonikat, Pfründe und Amt des Propstes in Bremen; ein Benediktiner-Priorat im Erzbistum Lyon; ein Benediktiner-Priorat im Bistum Riez; ein Kanonikat an der Kathedrale von Mende; Kanonikat, Pfründe und Dekan am Dom zu Uppsala; Kanonikat und Pfründe in der Kirche von Västerås; Kanonikat und Pfründe am Dom zu Strängnäs; ein Kanonikat in der Kathedrale von Carcassonne. – insgesamt eine Verteilung von Ämtern quer durch Europa, deren persönliche Wahrnehmung offensichtlich nicht erwartet wurde.
Im Jahr 1359 wurde Kardinal Raymond zusammen mit den Kardinälen Hélie de Talleyrand-Périgord und Audouin Aubert ernannt, um die Kontroverse zwischen dem Großmeister des Johanniterordens und dem Kastellan von Amposta zu untersuchen.
1360 ernannte ihn der Papst zum päpstlichen Steuereinnehmer, um zusammen mit dem französischen Schatzmeister Pierre Scatisse das Geld in Empfang zu nehmen, das alle zwei Jahre als Lösegeld für König Johann II. von Frankreich, der nach der Schlacht von Poitiers (1356) in englischer Gefangenschaft war.
Am 27. März 1360 fand ein Besitzaustausch statt, bei dem der Baron de Peyre seine Rechte an den Burgen Hermaux, Moriès und Muret Marquis de Canillac mit Zustimmung des Bischofs von Mende als Oberherr übertrug; Raymond de Canillac war bei der Transaktion anwesend.
Am 4. November 1361 wurde Kardinal Raymond zum Kardinalbischof von Palestrina erhoben, den Titel behielt er bis zu seinem Tod. Ralf Lützelschwab schreibt: „legatorische Aktivitäten oder eine gesteigerte Partizipation an kurialen Amtsgeschäften sind [für Kardinal Raymond de Canillac] nicht belegbar“.

## Das Konklave von 1362
Papst Innozenz VI. starb am 12. September 1362 in Avignon. 20 Kardinäle, darunter Raymond de Canillac, traten am 22. September ins Konklave ein, um den Nachfolger zu wählen. Es gab eine Reihe von Kandidaten. Die Limousin-Fraktion von etwa sechs Kardinälen war bereits, einen von ihnen zu wählen. Die Kardinäle (Hélie de Talleyrand-Périgord (Talleyrand)) und Guy de Boulogne waren ehrgeizig und interessiert. In seiner Cronica, schreibt Matteo Villani jedoch, dass die Kardinäle sich auf den alten Benediktinermönch Kardinal Hugues Roger, den Bruder von Papst Clemens VI., geeinigt hatten, der bei der Abstimmung fünfzehn der zwanzig Stimmen erhielt. Kardinal Hugues war jedoch nicht interessiert und lehnte die Wahl ab. Dann wandten sich die Kardinäle dem Kardinal von Toulouse zu, der aber nur elf Stimmen sammeln konnte. Ein anderer Kandidat konnte zehn Stimmen, ein weiterer neun gewinnen, aber nicht die erforderlichen vierzehn. Schließlich wählte das Kardinalskollegium Guillaume Grimoard, den Abt von St. Victor in Marseille, den päpstlichen Nuntius in Italien. Er kehrte nach Frankreich zurück und akzeptierte am 31. Oktober 1362 die Wahl. Er wurde als Urban V. gekrönt.
Am 28. November 1362 beauftragte der neue Papst Kardinal Raymond de Canillac mit der Reform der Satzung der Rechtsuniversität von Montpellier, an der Urban Kanonisches Recht studiert hatte. Raymond Onkel, Kardinal Bertrand de Déaulx, hatte diese Funktion zwei Jahrzehnte zuvor ausgeübt.

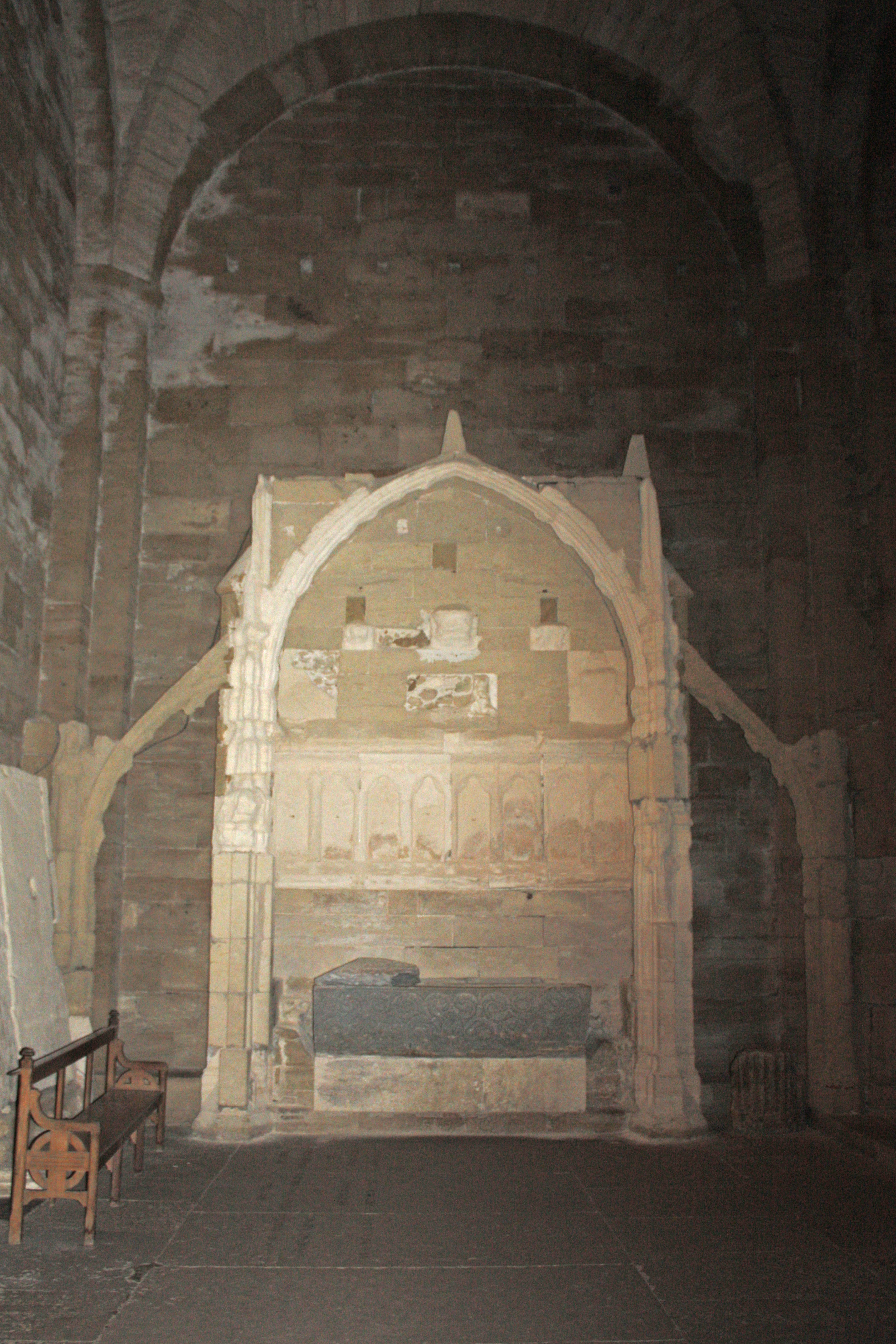
Grab von Kardinal Raymond de Canillac

Im Jahr 1364 war Kardinal de Canillac Richter in einem Rechtsstreit zwischen dem Erzbischof und den Kanonikern des Erzbistums Tarragona und der Familie Alanyani. Die Prokuratoren des Erzbischofs und der Kanoniker baten Papst Urban V. um Absetzung des Kardinals als Richter. Der Papst entschied, Kardinal Pierre Itier als zweiten Richter hinzuzuziehen.
Papst Urban V. gab schließlich dem Druck von allen Seiten nach und beschloss, nach Rom zurückzukehren. Trotz erheblicher Beschwerden der Kardinäle, die nicht bereit waren, das angenehme Leben im Rhônetal für die von Seuchen befallene Stadt Rom aufzugeben, reiste Papst Urban am 30. April 1367 aus Avignon ab. Nur vier Kardinäle wurden zurückgelassen, um die Geschäfte weiterzuführen, Raymond de Canillac, Pierre Itier, Jean de Blandiac und Pierre de Monteruc, der Vizekanzler. Von Monteruc war erwartet worden, dass er dem Papst nach Italien folge, doch er schützte Krankheit vor und blieb zurück. Der Italienbesuch war ereignisreich, aber am 26. Juli 1370 schrieb der Papst an die Römer, er habe dringende Probleme nördlich der Alpen, die seine Anwesenheit in Avignon erforderten. Er segelte am 16. September nach Marseille ab und erreichte Avignon am 24. September. Er erkrankte im November und starb am 19. Dezember 1370.
Das Konklave zur Wahl des Nachfolgers von Urban V. begann am 29. Dezember 1370 in Anwesenheit von 16 der 20 Kardinäle, darunter Kardinal de Canillac. Am Morgen des 30. Dezember wählten die Kardinäle Pierre Roger de Beaufort. Am 4. Januar 1371 wurde er zum Priester geweiht, am 5. Januar zum Bischof geweiht und mit dem Namen Gregor XI. zum Papst gekrönt.

## Tod und Vermächtnis
Kardinal Raymond de Canillac starb am 20. Juni 1373 in Avignon und wurde vorübergehend in der Franziskanerkirche bestattet. Sein Leichnam wurde später nach Maguelone überführt, wo er am 3. Juli desselben Jahres in der Kathedrale endgültig bestattet wurde.